# Кастельбажак, Мишель де
Мише́ль (Михаи́л) де Кастельбажа́к (фр. Michel de Castelbajac; 19 марта 1928, Монтастрюк, Франция — 6 июля 2019, Периньи, Франция) — священнослужитель Русской православной церкви заграницей, митрофорный протоиерей, настоятель Церкви святых апостолов Петра и Павла в Виши.

## Биография
Принадлежит к древнему гасконскому дворянскому роду. Родился 19 марта 1928 году в небольшом городке Монтастрюк в Гаскони в родовом поместье в Гасконии на границе Франции и Испании, где у его отца было немного земли, доставшейся по наследству. Там он жил до семнадцати лет.
Окончил Парижскую школу политических наук и Богословский институт святого Дионисия. Работал в Министерстве иностранных дел Франции.
Женился на Христиане (Chistiane, урожд. Donin Rosiere). В браке родилось четверо детей.
Духовные искания привели к конфликту, а затем к разрыву с католичеством, что было весьма болезненно воспринято его семьёй. Пробовал многие учения, но «оставался неприкаянным духовно». Так продолжалось пока Мишель не пришёл в православный храм.
В 1964 году принял священный сан от архиепископа Иоанна (Максимовича). Служил в западнообрядной Кафолической православной церкви Франции, состоявшей в ведении РПЦЗ. После отделения КПЦФ от РПЦЗ остался верен Русской Зарубежной Церкви и перешёл на восточный обряд.
Чтобы содержать семью, ему долгое время приходилось совмещать светскую работу и Служение. Он работал и ночным сторожем, и президентом завода по производству хрусталя под Парижем, и секретарём префекта. А в воскресенье заходил в алтарь, чтобы служить Литургию.
С 14 декабря 1981 по март 1985 года — клирик и помощник настоятеля храма Воскресения Христа в Мёдоне.
В 1985 году отказался от светской работы, чтобы полностью посвятить себя священническому служению, и поселился близ города Виши, где он построил небольшую церковь в честь святых апостолов Петра и Павла, освященную архиепископом Женевским и Западно-Европейским Антонием (Бартошевичем) в 1986 году.
В 1991 году упомянут настоятелем Лапалисского Петропавловского храма. Оставался им в начале 2000-х годов, окормляя также Парижскую часовню святителя Иоанна Шанхайского.
26-27 июня 1992 году возглавил делегацию РПЦЗ на торжествах по случаю канонизации румынского старостильного митрополита Гликерия (Тэнасе).
В апреле 2001 года за отказ поминать своего правящего архиерея (епископа Амвросия) был подвергнут вместе со своим сыном протоиереем Квентином временному запрещению в священнослужении. Стал одним из немногих клириков Западно-Европейской епархии РПЦЗ, вернувшихся из раскола РПЦЗ(В), под угрозой извержения из священного сана.
В середине 2000-х овдовел. Во второй половине 2000-х годов пребывал на покое и приезжал служить в церкви святого Иоанна Русского в Лионе, когда настоятель Квентин де Кастельбажак не мог служить из-за занятости на работе.
Обустроил в своём семейном доме недалеко от города Виши домовой храм святых Апостолов Петра и Павла.
23 ноября 2008 года в храме Воскресения Христова в Мёдоне епископом Женевским и Западно-Европейским Михаилом награждён митрой.
Двое из четверых его детей связали жизнь со служением Церкви. Квентин стал священником в храме Иоанна Русского в Лионе, а дочь Катрин — монахиней в одном из греческих монастырей.